# Aphrodisium crassum
Aphrodisium crassum är en skalbaggsart som beskrevs av J. Linsley Gressitt 1939. Aphrodisium crassum ingår i släktet Aphrodisium och familjen långhorningar. Inga underarter finns listade i Catalogue of Life.